# 天籁之声 (山东卫视)
《天籁之声》是中國山东衛視自创的一档真人實境秀全民选秀歌唱栏目，於2012年4月28日（每周六）晚上22時30分起正式播出，在9月8日的年度总决赛上，许艺娜获得全国总冠军；该节目第二季改名为《中国星力量》。

## 节目简介
2012年4月28日起，开始播出《天籁之声》全国六大赛区的海选、初赛和复赛，节目评委为巫启贤、萨顶顶、辛晓琪、齐秦、小柯、高凌风和朱桦。

2012年5月12日起，开始播出《天籁之声》在济南、长春、成都、杭州、广州和西安六个赛区的决赛，每个赛区有15个选手晋级全国训练营突围赛。
2012年7月14日，经过全国120进30、30进24和24进12的突围赛，全国12强出炉，分别为：许艺娜、罗永娟、朱帅、汤腾飞、李硕、李丁丁、尹姝贻 黄元霖、王腾戊、邹旻诺、樊博和郑佳。
2012年9月8日，经过全国12进10、10进8、8进6、6进5、5进4、4进3、3进2七场晋级赛，总决赛正式打响，年度总冠军为许艺娜，亚军则为樊博；当晚同时在全国12强中选出许艺娜、樊博和朱帅3个选手代表山东卫视参加CCTV-3《直通春晚》的全国王者争夺上春晚资格，
2012年12月30日 许艺娜代表山东卫视PK掉全国30多位选手成功登上春晚舞台。

## 比赛结果
| 名次 | 选手   | 年龄           | 籍贯         | 学历           | 赛区     |
| ---- | ------ | -------------- | ------------ | -------------- | -------- |
| 冠军 | 许艺娜 | 1989年4月20日  | 辽宁省鞍山市 | 中央民族大学   | 长春赛区 |
| 亚军 | 樊博   | 1987年3月22日  | 陕西西安市   | 西安音乐学院   | 西安赛区 |
| 季军 | 李丁丁 | 1988年11月14日 | 四川省西昌市 | 西南交通大学   | 成都赛区 |
| 殿军 | 罗永娟 | 1985年10月15日 | 云南省临沧市 | 云南艺术学院   | 济南赛区 |
| 第五 | 汤腾飞 | 1989年10月2日  | 陕西省西安市 | 西安音乐学院   | 济南赛区 |
| 第六 | 李硕   | 1989年8月28日  | 陕西省西安市 | 西安外国语大学 | 西安赛区 |
| 第七 | 邹旻诺 | 1987年11月5日  | 香港         | 格里菲斯大学   | 济南赛区 |
| 第八 | 郑佳   | 1989年2月3日   | 吉林省四平市 | 吉林艺术学院   | 长春赛区 |
| 第九 | 黄元霖 | 1993年5月5日   | 四川省成都市 | 四川音乐学院   | 成都赛区 |
| 第十 | 朱帅   | 1981年3月23日  | 四川自贡市   |                | 成都赛区 |
| 第11 | 王腾戊 | 1990年12月18日 | 山东省青岛市 | 首都师范大学   | 济南赛区 |
| 第12 | 尹姝贻 | 1984年1月18日  | 陕西省西安市 | 西安音乐学院   | 济南赛区 |

## 赛后发展
- 冠军许艺娜，成功突围上央视春晚，并签约美梦成真音乐，于2013年发行唱片《想要爱》，并演唱热播剧《花非花雾非雾》插曲《枯叶蝶》等
- 亚军樊博，发行单曲《梦想》，并在电影《死了都要爱》中扮演主要角色
- 季军李丁丁，发行单曲《亦如初见》
- 殿军罗永娟，参加比赛前就已是发片歌手，曾发两张专辑《封杀我的爱》《巧克力女孩》
- 第六李硕，在电影《山丹丹》和电视剧《请你原谅我》中客串角色
- 第七邹旻诺，后参加TVB《超级巨声4》获得冠军
- 第12尹姝贻，后参加贵州卫视《唱出爱火花》获得全国7强，并发行单曲《My Heart Is Broken》